# ريتشارد داوغرتي
ريتشارد داوغرتي (بالإنجليزية: Richard Daugherty)‏ هو عالم إنسان أمريكي، ولد في 31 مارس 1922 في أبردين في الولايات المتحدة، وتوفي في 22 فبراير 2014 في بولمان في الولايات المتحدة.